# فرودگاه اینز اوتکرش
فرودگاه اینز اوتکرش (به انگلیسی: INS Utkrosh) یک فرودگاه است که یک باند فرود آسفالت دارد و طول باند آن ۳۲۹۰ متر است. این فرودگاه در شهر جزایر آندامان و نیکوبار کشور هند قرار دارد .